# Церковь Ильи Пророка (Хельсинки)
Церковь Ильи Пророка (фин. Profeetta Elian kirkko) — православный храм Хельсинкской митрополии Финляндской архиепископии Константинопольского Патриархата, расположенный на православном кладбище в районе Лапинлахти в городе Хельсинки.

## История
Храм построен в псково-новгородском стиле в период с 1952 по 1954 годы по проекту финского архитектора Ивана Кудрявцева и освящён в честь Пророка Ильи.
Иконы для иконостаса были написаны в 1955—1957 годах в Париже княжной Е. С. Львовой совместно с Г. В. Морозовым.
В оформлении декора фасадов Ильинской церкви участвовал скульптор-керамист М. Н. Шилкин.